# Okręt małomagnetyczny

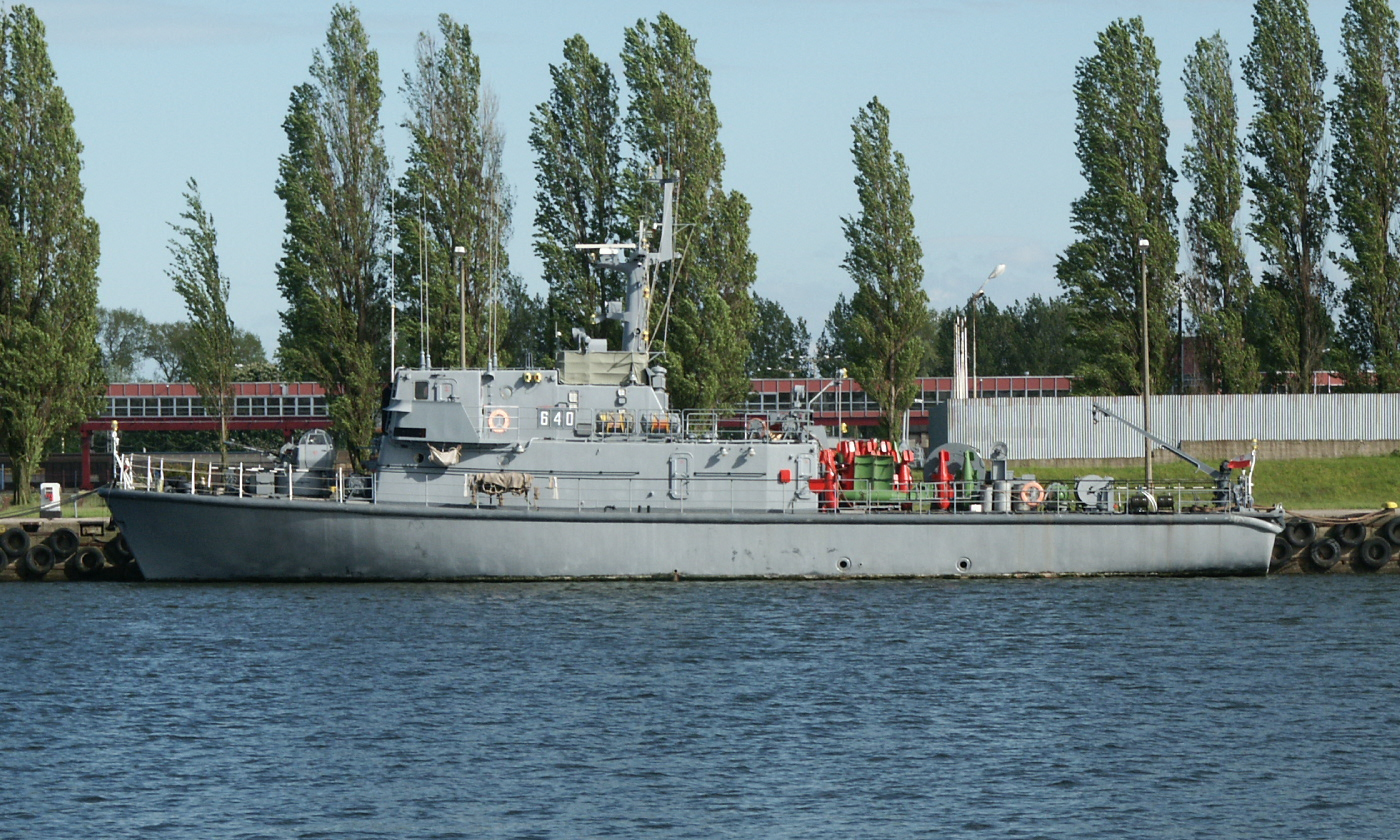
Polski trałowiec proj. 207P ORP "Nakło"

Okręt małomagnetyczny – okręt charakteryzujący się bardzo małym magnetyzmem, najczęściej trałowiec, zbudowany z materiałów amagnetycznych (plastik, drewno, szkło itp.).
We Marynarce Wojennej Polskiej do jednostek małomagnetycznych należą m.in. trałowce projektu 207P takie jak ORP Nakło i ORP Drużno.